# Sneflokke kommer vrimlende
"Sneflokke kommer vrimlende" er en dansk sang skrevet af Jeppe Aakjær.
Skrevet 10. marts 1916. Nordovst af De fire Vinde i digtsamlingen Vejr og Vind og Folkesind samme år.